# Wandji jezik
Wandji jezik (bawandji; ISO 639-3: wdd), jezik naroda Bawandji kojim govori 10 500 ljudi (2000) u gabonskim provincijama Ogooue-Lolo i Haut Ogooue.
Wandji pripada nigersko-kongoanskoj porodici i sjeverozapadnoj bantu skupini, i jedan je od četiri jezika podskupine Njebi (B.50), kojoj još pripadaju duma [dma] i njebi [nzb] iz Gabona i tsaangi [tsa] iz Konga.

## Vanjske poveznice
- Ethnologue (14th)
- Ethnologue (15th)